# (8811) Waltherschmadel
(8811) Waltherschmadel est un astéroïde de la ceinture principale.

## Description
(8811) Waltherschmadel est un astéroïde de la ceinture principale. Il fut découvert le 20 octobre 1982 à Naoutchnyï par Lioudmila Karatchkina. Il présente une orbite caractérisée par un demi-grand axe de 2,73 UA, une excentricité de 0,09 et une inclinaison de 4,0° par rapport à l'écliptique.

## Compléments